# Platypalpus similis
Platypalpus similis är en tvåvingeart som beskrevs av Smith 1969. Platypalpus similis ingår i släktet Platypalpus och familjen puckeldansflugor. Inga underarter finns listade i Catalogue of Life.